# Riourikides
La dynastie ruthène puis moscovite (d'origine varègue c'est-à-dire scandinave) des Riourikides ou Rurikides (en russe Рюриковичи, en ukrainien Рюриковичі,  - Riourikovitchi), issue de Riourik, régna sur la Rus' de Kiev (ou Russie kiévienne) puis la Moscovie de 862 à 1598.
Les Riourikides perdirent le trône en 1598 à la mort du tsar Fédor Ier, lorsque Boris Godounov prit le pouvoir. Une période troublée s'ouvrit alors, qui s'acheva par le couronnement de Michel Romanov, fondateur de la dynastie des Romanov, en 1613.
Des branches collatérales de la dynastie des Riourikides ont subsisté comme les familles  Belosselsky Belozersky, 
Chouïski, Gortchakov, Gagarine.

## Liste de souverains riourikides

### État de Kiev ou Rus' de Kiev
- Riourik (862-879), prince de Novgorod
- Oleg le Sage (879-912), grand prince de Kiev

- Igor (912-945), grand prince de Kiev
- Olga (945-964), (régente pour son fils Sviatoslav)
- Sviatoslav Ier (964-972), grand prince de Kiev
- Iaropolk Ier (972-980), grand prince de Kiev
- Vladimir Ier (980-1015), prince de Novgorod puis grand prince de Kiev
- Sviatopolk Ier (1015-1019), grand prince de Kiev
- Iaroslav le Sage (1019-1054), prince de Novgorod puis grand prince de Kiev
- Iziaslav Ier (1054-1073 ; 1076-1078), grand prince de Kiev
- Sviatoslav II (1073-1076), grand prince de Kiev
- Vsevolod Ier (1078-1093), grand prince de Kiev
- Sviatopolk II (1093-1113), grand prince de Kiev
- Vladimir II Monomaque (1113-1125), prince de Tchernigov puis grand prince de Kiev
- Mstislav Ier (1125-1132), grand prince de Kiev
- Iaropolk II (1132-1139), grand prince de Kiev
- Viatcheslav Ier (1139), grand prince de Kiev
- Vsevolod II (Olegovitch) (1139-1146), prince de Tchernigov puis grand prince de Kiev

### Grande-principauté de Moscou ou Moscovie
- Daniel Moskovski (1276-1303), prince de Moscou
- Iouri III Moskovski (1303-1325), prince de Moscou et grand prince de Vladimir
- Ivan Ier Kalita (1325-1340), prince de Moscou et grand prince de Vladimir
- Siméon Ier le Fier (1340-1353), grand prince de Moscou et de Vladimir
- Ivan II (1353-1359), grand prince de Moscou et de Vladimir
- Dimitri III Constantinovitch (1359-1362), grand prince de Moscou et de Vladimir
- Dimitri Ier Donskoï (1362-1389), grand prince de Moscou
- Vassili Ier (1389-1425), grand prince de Moscou et de Vladimir
- Vassili II l'Aveugle (1425-1462), grand prince de Moscou
- Ivan III (1462-1505), grand prince de Moscou et de toute la Russie
- Vassili III (1505-1533), grand prince de Moscou
- Ivan IV le Terrible, grand prince puis tsar de Russie (1533-1584)
- Fédor Ier (1584-1598), tsar de Russie (comme tous ses successeurs jusqu'à Pierre le Grand)

## Généalogie
- Riourik (?-879)
  - Igor de Kiev (vers 877-945), grand-prince de Kiev
    - Sviatoslav Ier le Brave (vers 943-972), grand-prince de Kiev
      - Iaropolk Ier (?-978), grand-prince de Kiev
        - Sviatopolk Ier le Maudit (vers 980-1019), grand-prince de Kiev

      - Oleg (?-977), prince des Drevliens
      - Vladimir Ier le Grand (vers 958-1015), grand-prince de Kiev
        - Iziaslav de Polotsk (978-1001)
          - Briatchislav de Polotsk (vers 997-1044)
            - Vseslav le Sorcier (vers 1029-1101), grand-prince de Kiev

        - Iaroslav le Sage (vers 978 ou 988-1054), grand-prince de Kiev
          - Anastasia (vers 1023-1074/1096)
          - Iziaslav Ier (1024-1078), grand-prince de Kiev
            - Iaropolk (?-1087)
              - Iaroslav (vers 1070-vers 1102/1103)

            - Sviatopolk II (1050-1113), grand-prince de Kiev
              - Zbysława (vers 1085/1090-vers 1114)

          - Élisabeth (1025-vers 1067)
          - Sviatoslav II (1027-1076), grand-prince de Kiev
            - Oleg (vers 1052-1115)
              - Vsevolod II (?-1146), grand-prince de Kiev
                - Sviatoslav III (1126-1194), grand-prince de Kiev
                  - Vsevolod IV le Rouge (?-1212), grand-prince de Kiev
                    - Michel Ier (vers 1185-1246), grand-duc de Kiev
                      - Rostislav IV (après 1210-1262), grand-duc de Kiev
                        - Cunégonde (1245-1285)
                        - Agrippine (vers 1248-1305/1309)

              - Igor II (?-1147), grand-prince de Kiev
              - Sviatoslav (?-1164)
                - Igor le Brave (1151-1201/1202)
                  - Vladimir (1170-vers 1211)
                    - Iziaslav IV (1186-après 1236), grand-prince de Kiev

                  - Sviatoslav (1176-1211)
                    - Agafia (vers 1190/1195-vers 1248)

            - David (?-1123)
              - Iziaslav III (?-1162), grand-prince de Kiev

            - Roman le Rouge (vers 1052-1079)

          - Anne (vers 1030-vers 1075)
          - Vsevolod Ier (vers 1030-1093), grand-prince de Kiev
            - Vladimir II Monomaque (1053-1125), grand-prince de Kiev
              - Mstislav Ier le Grand (1076-1132), grand-prince de Kiev
                - Ingeborg
                - Vsevolod de Pskov (?-1138), prince de Novgorod
                  - Viatcheslava (vers 1125-1162)

                - Iziaslav II (vers 1096-1154), grand-prince de Kiev
                  - Mstislav II Chobry (vers 1125-1170), grand-prince de Kiev
                  - Iaroslav II (?-1180), grand-prince de Kiev
                    - Ingwar, grand-prince de Kiev

                - Malfrid (?-après 1137)
                - Eupraxia Dobrodeia (vers 1108-1131)
                - Rostislav Ier (vers 1110-1167), grand-prince de Kiev
                  - Roman Ier (?-1180), grand-prince de Kiev
                    - Mstislav III le Vieux (?-1223), grand-prince de Kiev

                  - Riourik II (?-1215), grand-prince de Kiev
                    - Rostislav II (1173-avant 1214), grand-prince de Kiev
                    - Vladimir IV (1187-1239), grand-prince de Kiev

              - Iaropolk II le Bienfaisant (1082-1139), grand-prince de Kiev
              - Viatcheslav Ier (1083-1154), grand-prince de Kiev
              - Iouri Dolgorouki (1099-1157), grand-prince de Kiev
                - André Ier Bogolioubski (?-1174), grand-prince de Kiev
                - Gleb Ier (?-1171), grand-prince de Kiev
                - Michel Ier (?-1176), grand-prince de Kiev
                - Vsevolod III le Grand Nid (1154-1212), grand-prince de Kiev
                  - Constantin Vladimirski (1186-1218)
                  - Iouri II (1188-1238), grand-prince de Vladimir
                  - Iaroslav II (1191-1246), grand-prince de Vladimir
                    - Alexandre Nevski (1221-1263), grand-prince de Vladimir et de Kiev
                      - Dimitri Ier (1250-1294), grand-prince de Vladimir
                      - André III (vers 1255-1304), grand-prince de Vladimir
                      - Daniel de Moscou (1261-1303), grand-prince de Moscou
                        - Iouri III (1281-1325), grand-prince de Vladimir et de Moscou
                        - Ivan Ier Kalita (1288-1340/1341), grand-prince de Moscou
                          - Siméon Ier le Fier (1317-1353), grand-prince de Moscou
                          - Ivan II le Débonnaire (1326-1359), grand-prince de Moscou
                            - Dimitri Ier Donskoï (1350-1389), grand-prince de Moscou
                              - Vassili Ier (1371-1425), grand-prince de Moscou
                                - Anne (1393-1417)
                                - Vassili II (1415-1462), grand-prince de Moscou
                                  - Ivan III le Grand (1440-1505), grand-prince de Moscou
                                    - Hélène (1476-1513)
                                    - Vassili III (1479-1533), grand-prince de Moscou
                                      - Ivan IV le Terrible (1530-1584), tsar de Russie
                                        - Dimitri (1552-1553)
                                        - Ivan (1554-1581)
                                        - Fédor Ier (1557-1598), tsar de Russie
                                        - Dimitri (1582-1591)

                                    - André de Staritsa (1490-1537)
                                      - Vladimir de Staritsa (1535-1569)

                              - Iouri IV (1374-1434), grand-prince de Moscou
                                - Dimitri Chemyaka (?-1453)
                                - Vassili le Louche (vers 1401-1448)

                    - André II (vers 1222-1264), grand-prince de Vladimir
                    - Michel II Khorobrit (?-1248), grand-prince de Vladimir
                    - Iaroslav III (1230-1271), grand-prince de Vladimir
                      - Michel III (1271-1318), grand-prince de Vladimir
                        - Dimitri II aux Yeux terribles (1298-1326), grand-prince de Vladimir
                        - Alexandre II (1301-1339), grand-prince de Vladimir
                          - Juliana (vers 1325-1391)

                    - Vassili Ier (1241-1276), grand-prince de Vladimir

                  - Sviatoslav IV (1196-1252), grand-prince de Vladimir

            - Adélaïde (vers 1067-1109)

          - Viatcheslav
            - Boris (?-1078)

        - Mstislav le Brave (?-1035)
        - Boris et Gleb (morts en 1015)
        - Maria Dobroniega (1012-1087)